# Орьон-Идерн
Орьо́н-Иде́рн (фр. Aurions-Idernes) — коммуна во Франции, находится в регионе Аквитания. Департамент — Атлантические Пиренеи. Входит в состав кантона Тер-де-Люи и Кото-дю-Вик-Бий. Округ коммуны — По.
Код INSEE коммуны — 64079.

## География

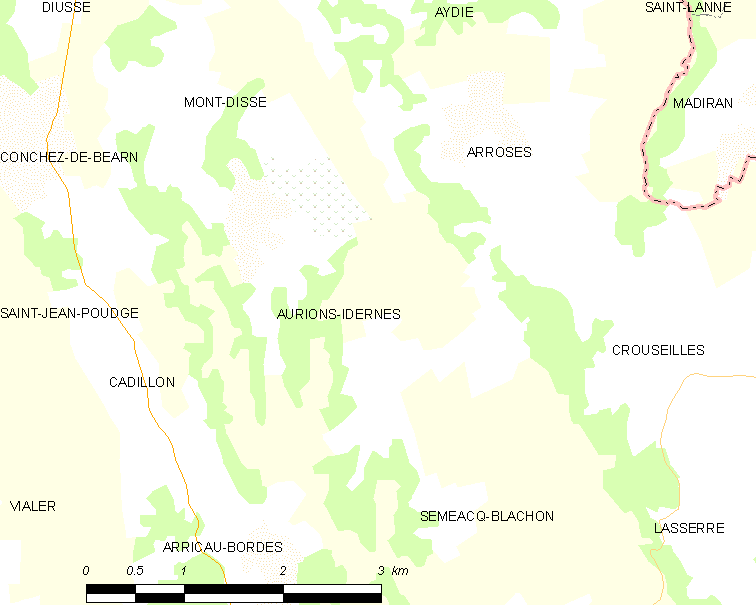
Карта коммуны

Коммуна расположена приблизительно в 630 км к югу от Парижа, в 150 км южнее Бордо, в 33 км к северо-востоку от По.
На востоке коммуны протекает река Ларсис.

### Климат
Климат тёплый океанический. Зима мягкая, средняя температура января — от +5°С до +13°С, температуры ниже −10 °C бывают редко. Снег выпадает около 15 дней в году с ноября по апрель. Максимальная температура летом порядка 20-30 °C, выше 35 °C бывает очень редко. Количество осадков высокое, порядка 1100 мм в год. Характерна безветренная погода, сильные ветры очень редки.

## Население
Население коммуны на 2010 год составляло 110 человек.
| 1962 | 1968 | 1975 | 1982 | 1990 | 1999 | 2010 |
| ---- | ---- | ---- | ---- | ---- | ---- | ---- |
| 169  | 174  | 144  | 157  | 141  | 117  | 110  |

## Администрация
| Период | Период | Фамилия      | Партия | Примечания |
| ------ | ------ | ------------ | ------ | ---------- |
| 1995   | 2008   | Андре Лаграв |        |            |
| 2008   | 2020   | Надин Ули    |        |            |

## Экономика
В 2010 году среди 64 человек трудоспособного возраста (15-64 лет) 50 были экономически активными, 14 — неактивными (показатель активности — 78,1 %, в 1999 году было 74,2 %). Из 50 активных жителей работали 47 человек (30 мужчин и 17 женщин), безработных было 3 (1 мужчина и 2 женщины). Среди 14 неактивных 5 человек были учениками или студентами, 5 — пенсионерами, 4 были неактивными по другим причинам.

## Достопримечательности
- Церковь Св. Петра (XII век). Исторический памятник с 1988 года[4]

## Фотогалерея

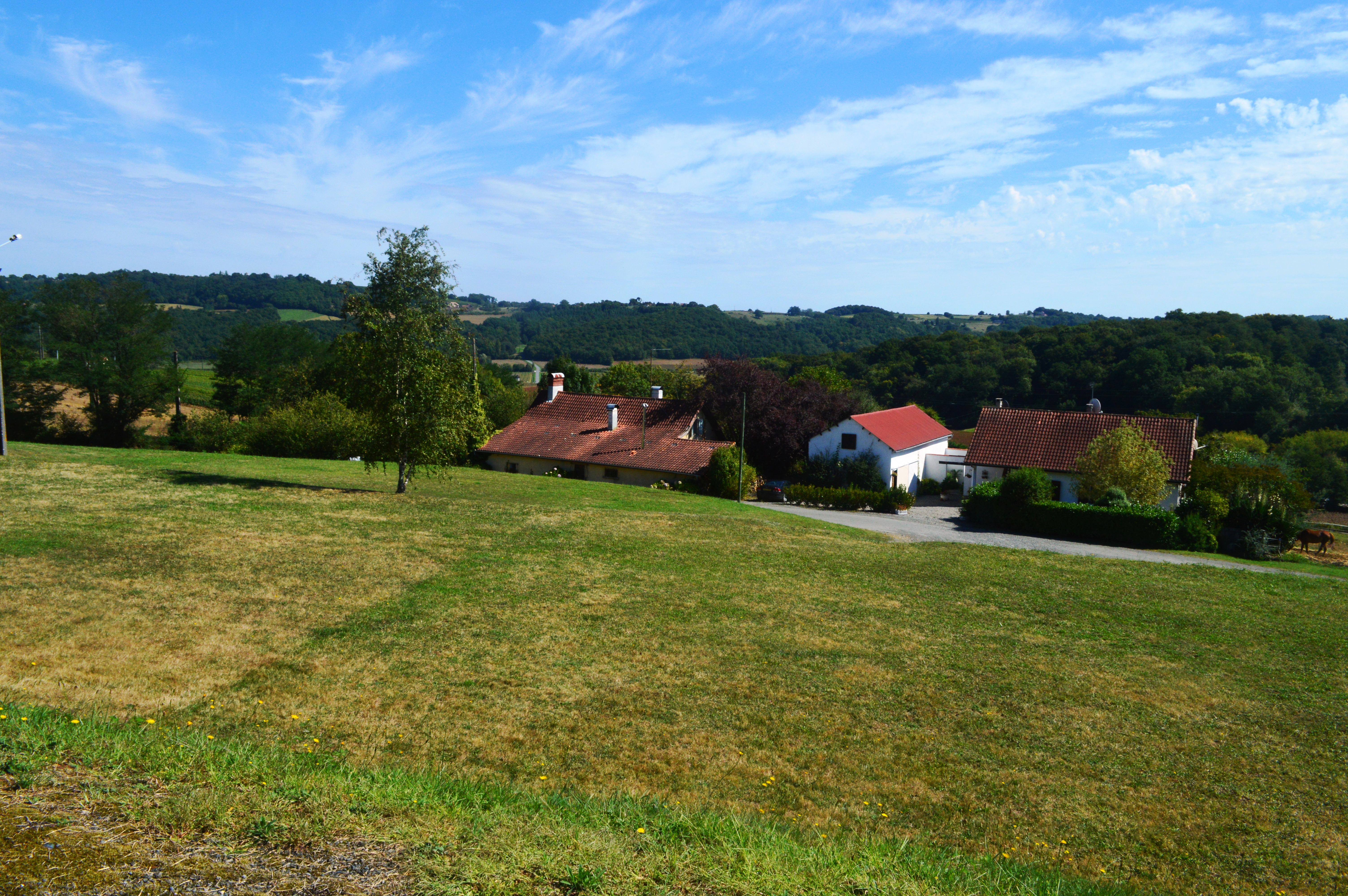
Орьон-Идерн
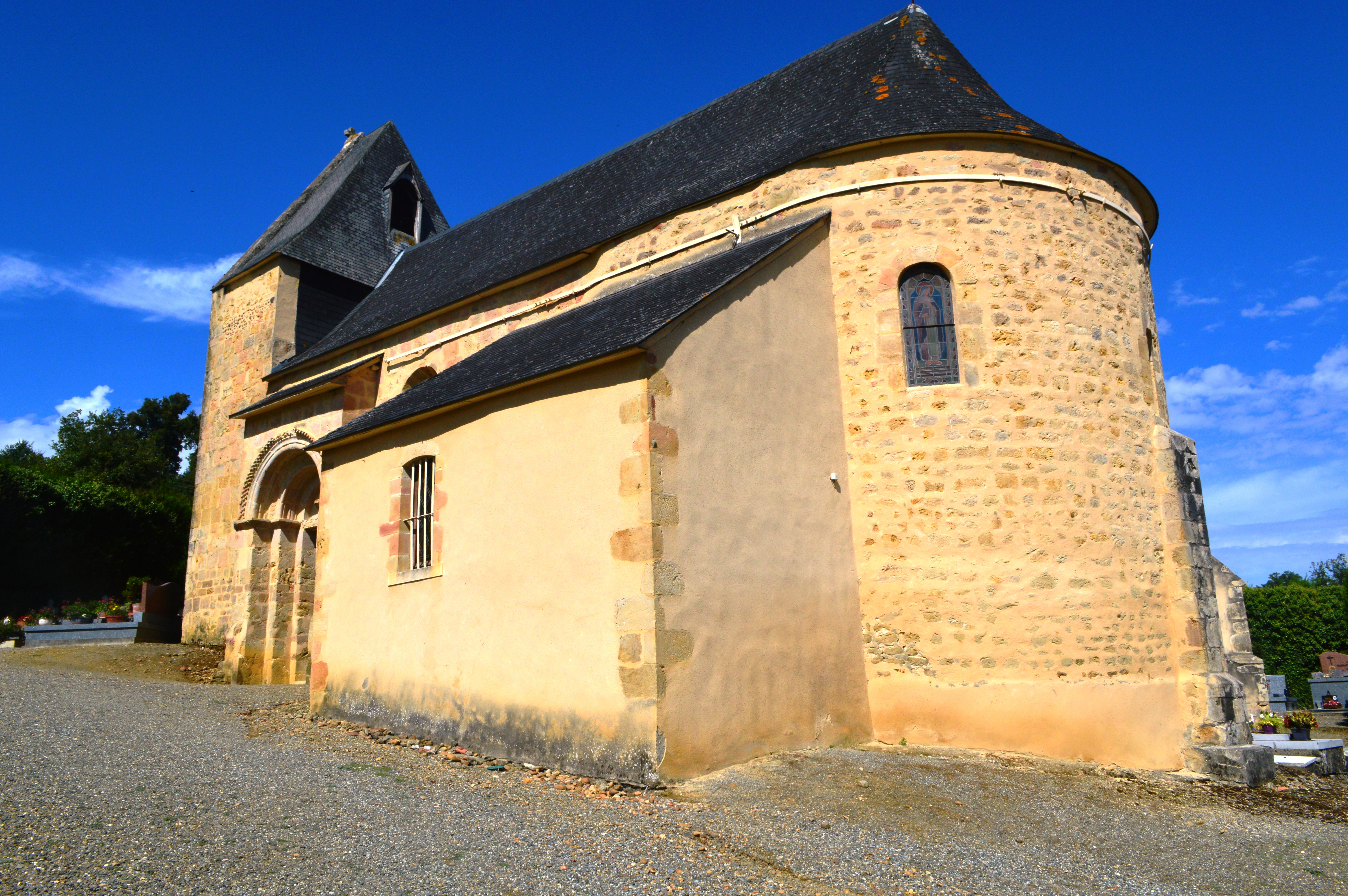
Церковь Св. Петра
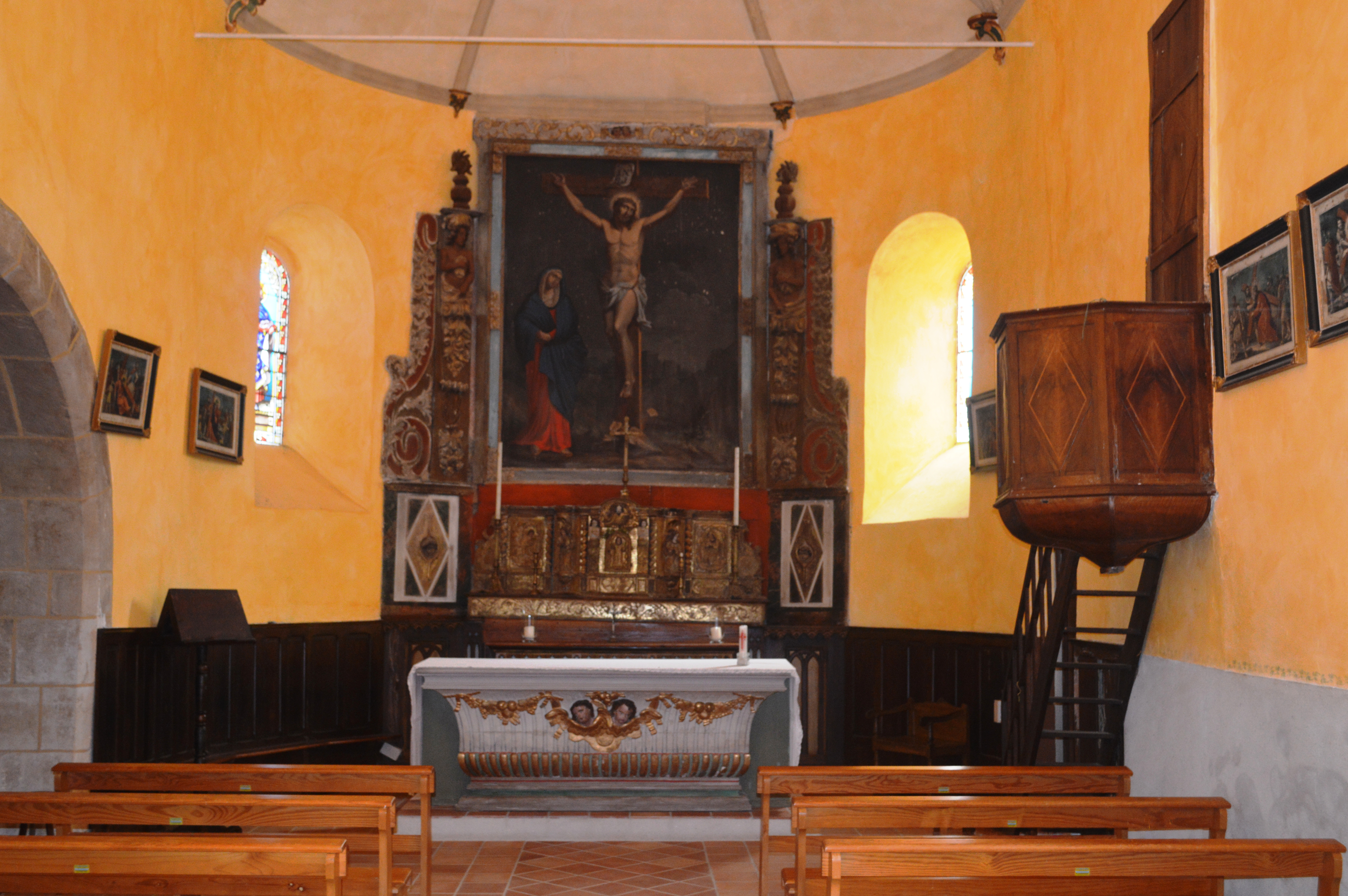
Интерьер церкви Св. Петра
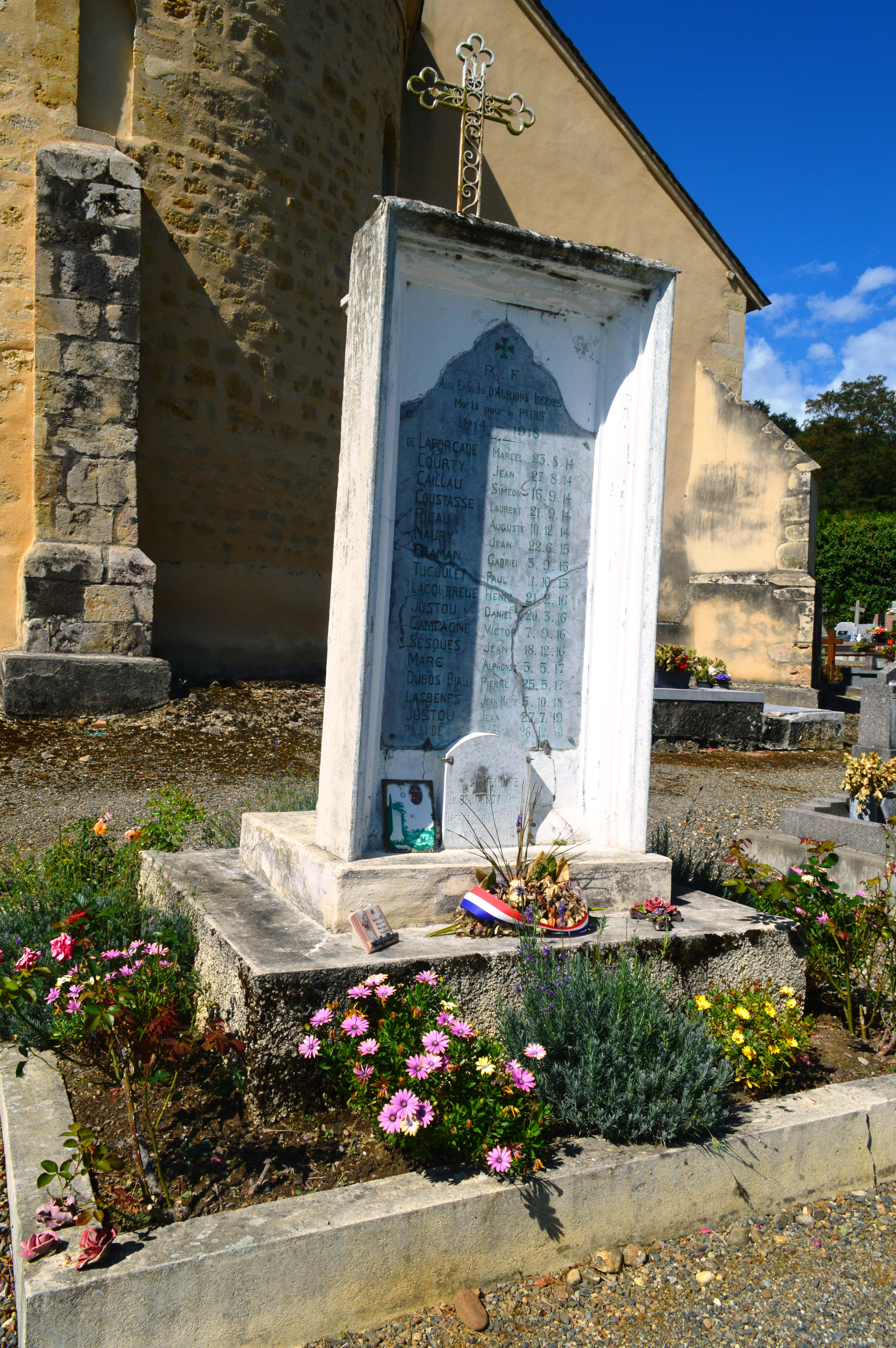
Военный мемориал